# دختر شهری
دختر شهری (انگلیسی: City Girl) یک فیلم صامت درام به کارگردانی فریدریش ویلهلم مورنائو است که در سال ۱۹۳۰ منتشر شد.
مورنائو مایل بود عنوانِ این فیلم رزق و روزی ما باشد. این فیلم بر اساس نمایشنامه «لاک‌پشت گلی» اثر الیوت لستر ساخته شده است. اگرچه این فیلم به عنوان یک فیلم بلند صامت فیلمبرداری شد، اما به دلیل بی‌علاقگی عمومی به فیلم‌های صامت، با برخی عناصر صوتی بازسازی و در سال ۱۹۳۰ به عنوان یک فیلم ناطق منتشر شد. در حالی که فیلم چند سکانس ناطق دارد، بخش عمده‌ای از فیلم شامل موسیقی هماهنگ با جلوه‌های صوتی با استفاده از هر دو فرایند صدا روی دیسک و صدا روی فیلم بود.
این فیلم به عنوان الهام‌بخش اصلی فیلم روزهای بهشت (۱۹۷۸) ساخته ترنس مالیک شناخته می‌شود. این فیلم، آخرین فیلم بلند مورنائو پیش از مرگش در سال ۱۹۳۱ بود.

## خلاصه داستان
لم توستین توسط پدرش به شیکاگو فرستاده می‌شود تا محصول گندم مزرعه خانوادگی را بفروشد. او با کیت، پیشخدمتی که از هیاهوی بی‌پایان شهر خسته شده، آشنا می‌شود و کیت آرزوی زندگی در روستا را در سر دارد. قیمت گندم در بازار سهام شروع به کاهش می‌کند و لم با عجله محصول را بسیار پایین‌تر از حداقل قیمتی که پدرش به او گفته بود، می‌فروشد.....

## بازیگران
- چارلز فارل
- ماری دانکن
- آن شرلی
- دیوید تورنس
- ادیت یورک
- راسکو اِیتز
- هلن لینچ
- جک پنیک
- گین ویلیامز
- ریچارد الکساندر
- ایوان لینو
- آرنولد لوسی
- پت رونی
- اد بریدی
- مارک همیلتون
- تام مک‌گیر